# Synagogue Nazareth
La synagogue Nazareth est une synagogue du 3e arrondissement de Paris. C'est la plus ancienne des grandes synagogues de Paris. Elle est rattachée au Consistoire central israélite de France. 

## Situation et accès
Située au 15 rue Notre-Dame-de-Nazareth, elle est desservi par la station de métro Temple.

## Historique
En 1810, après la création du Consistoire central israélite de France par Napoléon Ier en 1808, les Juifs ashkénazes parisiens de rite allemand, possédaient deux synagogues. La première était rue Sainte-Avoye (l'actuelle rue du Temple), la seconde rue du Chaume (l'actuelle rue des Archives).
En 1818, la communauté de la rue Sainte-Avoye est expulsée par son propriétaire. Elle fait l'acquisition en 1819 d'un terrain situé entre le 14, rue Neuve-Saint-Laurent (l'actuelle rue du Vertbois) et le 15, rue Notre-Dame-de-Nazareth. Le roi Louis XVIII autorise par l'ordonnance du 29 juin 1819 le Consistoire israélite de Paris à édifier une synagogue. Elle est inaugurée en 1822. Construite selon les plans de l'architecte Sandrié de Jouy, elle peut accueillir plusieurs centaines de fidèles et possède des galeries pour les femmes. La synagogue de la rue du Chaume, quant à elle, est fermée en 1821.
Très rapidement des anomalies sont constatées dans la construction, et en 1848, le bâtiment menace de s'écrouler. En 1850 la police ferme la synagogue, qui est démolie. Une nouvelle synagogue est reconstruite sur place d'après les plans de l'architecte Alexandre Thierry (1810-1890) grâce aux dons du baron James de Rothschild. Elle est inaugurée le  1er avril 1852.
La synagogue possède un orgue, ce qui est révolutionnaire pour l'époque. L'actrice Rachel[réf. souhaitée] l'a fréquentée. Le compositeur Jacques Offenbach, à son arrivée à Paris, est chargé, avec son frère, « de la formation et de la direction du chœur » durant 6 mois à partir du 1er décembre 1833. Le rite est alsacien. Elle est la résidence des grand-rabbin de France et des grand-rabbins de Paris jusqu'à la construction en 1875 de la grande synagogue de Paris, rue de la Victoire.
Pendant la Seconde Guerre mondiale, dans la nuit du 2 au 3 octobre 1941, la synagogue est victime d'un attentat organisé par le Mouvement social révolutionnaire (MSR), parti d'extrême droite fondé par Eugène Deloncle. Il ne cause que quelques dégâts matériels. Le grand rabbin de la synagogue, Joseph Saks et son épouse seront arrêtés et meurent en déportation. En raison de l'afflux de Juifs originaires d'Afrique du Nord qui se sont installés dans le quartier, la synagogue est dédiée au rite séfarade.

## Description

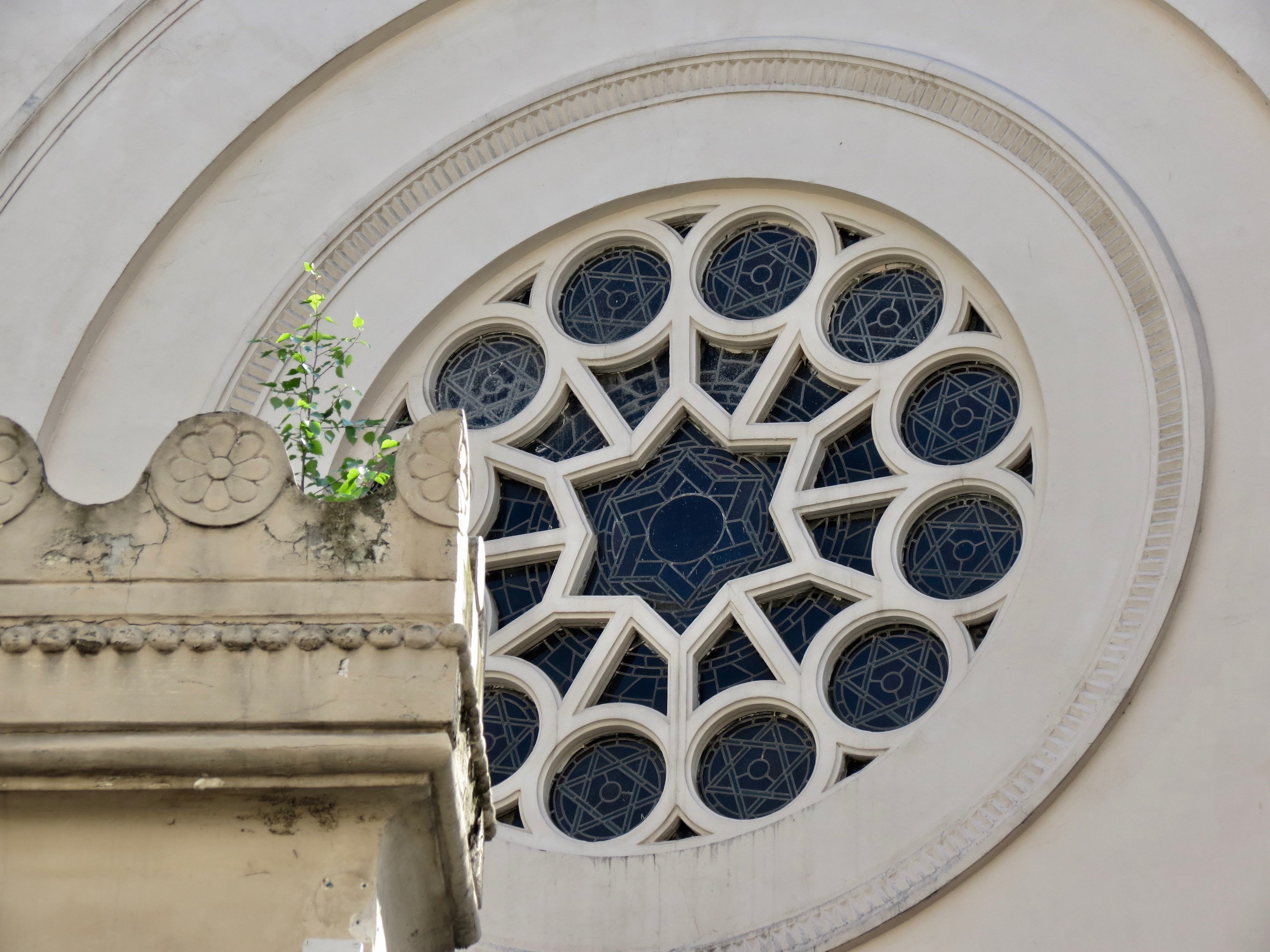
Rosace de la synagogue Nazareth.

Au niveau de la rue, la façade de la hauteur d'un étage comprend une travée centrale avec une grande porte, surmontée d'un fronton plat crénelé, et deux travées latérales avec une porte plus étroite, mais sans fronton. Sur le pourtour extérieur de cette porte est gravée la devise de la République française : "Liberté, égalité, fraternité". Derrière, on aperçoit le pignon de la salle de prière, avec une horloge où les chiffres ont été remplacés par les signes du zodiaque. Lors de la tempête de 1999, les aiguilles de l'horloge sont arrachés. Ils doivent être bientôt réinstallées. Une rosace avec une étoile de David en son centre orne la façade, en dessous de l'horloge.
En entrant dans la synagogue, on trouve fixées au mur de la salle située à gauche du péristyle, deux plaques de pierre noire avec inscription en lettres d'or, l'une avec le texte de l'ordonnance royale et préfectorale autorisant la construction de la première synagogue de 1822 et sur la seconde, la liste des membres du Consistoire de Paris de l'époque. Le nom de tous les membres de la communauté massacrés par les nazis pendant la Seconde Guerre mondiale est indiqué sur des plaques fixées dans le péristyle.
Le bâtiment qui peut recevoir jusqu'à 1 200 fidèles, est de style néo-mauresque. Le bâtiment, les peintures intérieures et les vitraux ont été rénovés à l'identique vers l'année 2000. Les douze fenêtres symbolisent les douze tribus d’Israël.
La synagogue est l'une des deux synagogues parisiennes, avec celle de la rue des Tournelles, à posséder deux étages de galeries pour les femmes, soutenues par des colonnettes en fonte. Celles-ci ne sont utilisées que pendant les grandes fêtes. Pendant la semaine, où le nombre de fidèles se situe entre 30 et 50, ou les chabbat où le nombre de fidèles avoisinent 150 personnes, les hommes et les femmes se répartissent à gauche et à droite au rez-de-chaussée.
Le mobilier liturgique est d’époque, ainsi que l’orgue, et les lustres, autrefois équipés de chandelles.

## Dénomination
Le Consistoire central israélite de France nomme d'habitude les synagogues par le nom de la rue où elle se situe, par exemple, synagogue de la Victoire (Grande Synagogue de Paris) ou synagogue Buffault. Exceptionnellement, en raison de la référence chrétienne du nom de la rue, cette synagogue est connue comme la synagogue Nazareth.
Elle fait l’objet d’une inscription au titre des monuments historiques depuis 1986, remplacé par un arrêté de classement le 29 avril 2019.

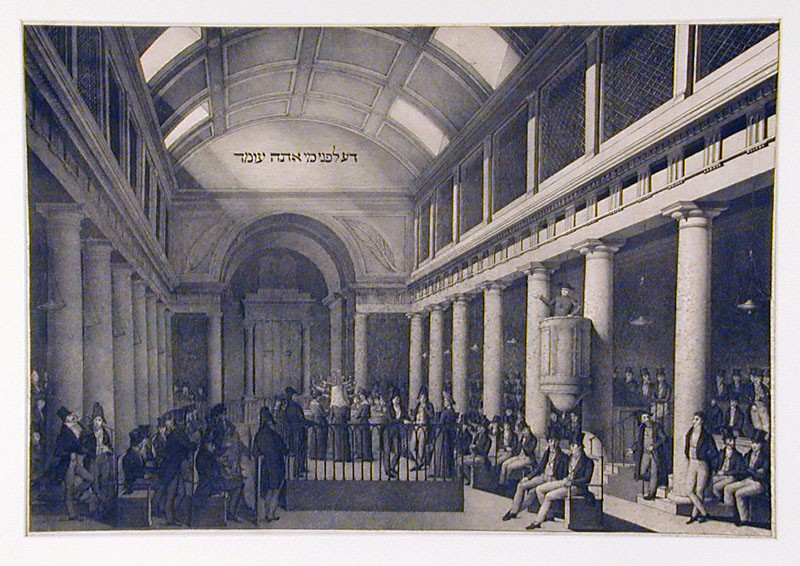
Intérieur de la synagogue (1830).
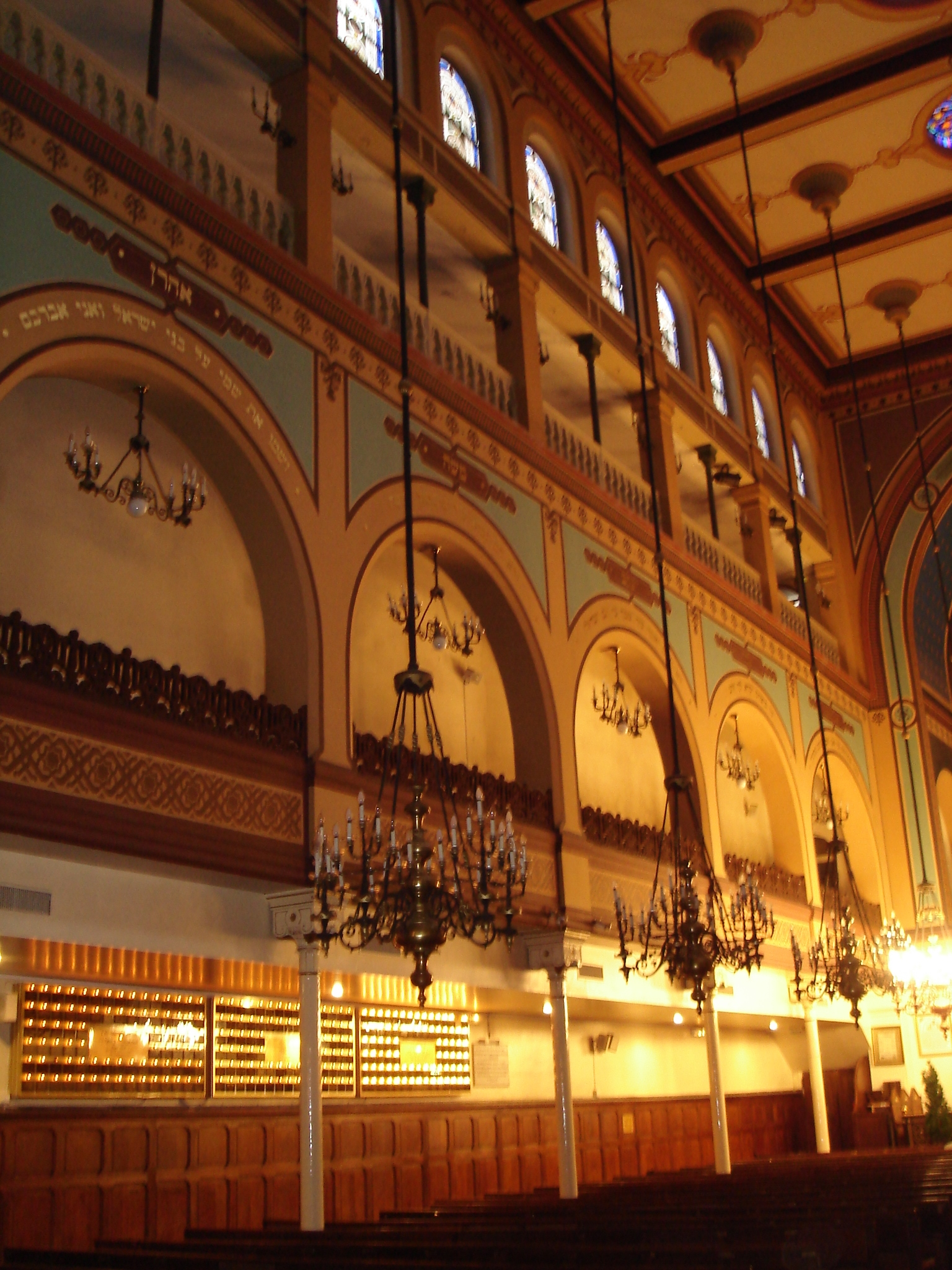
Vue des deux niveaux de galeries.
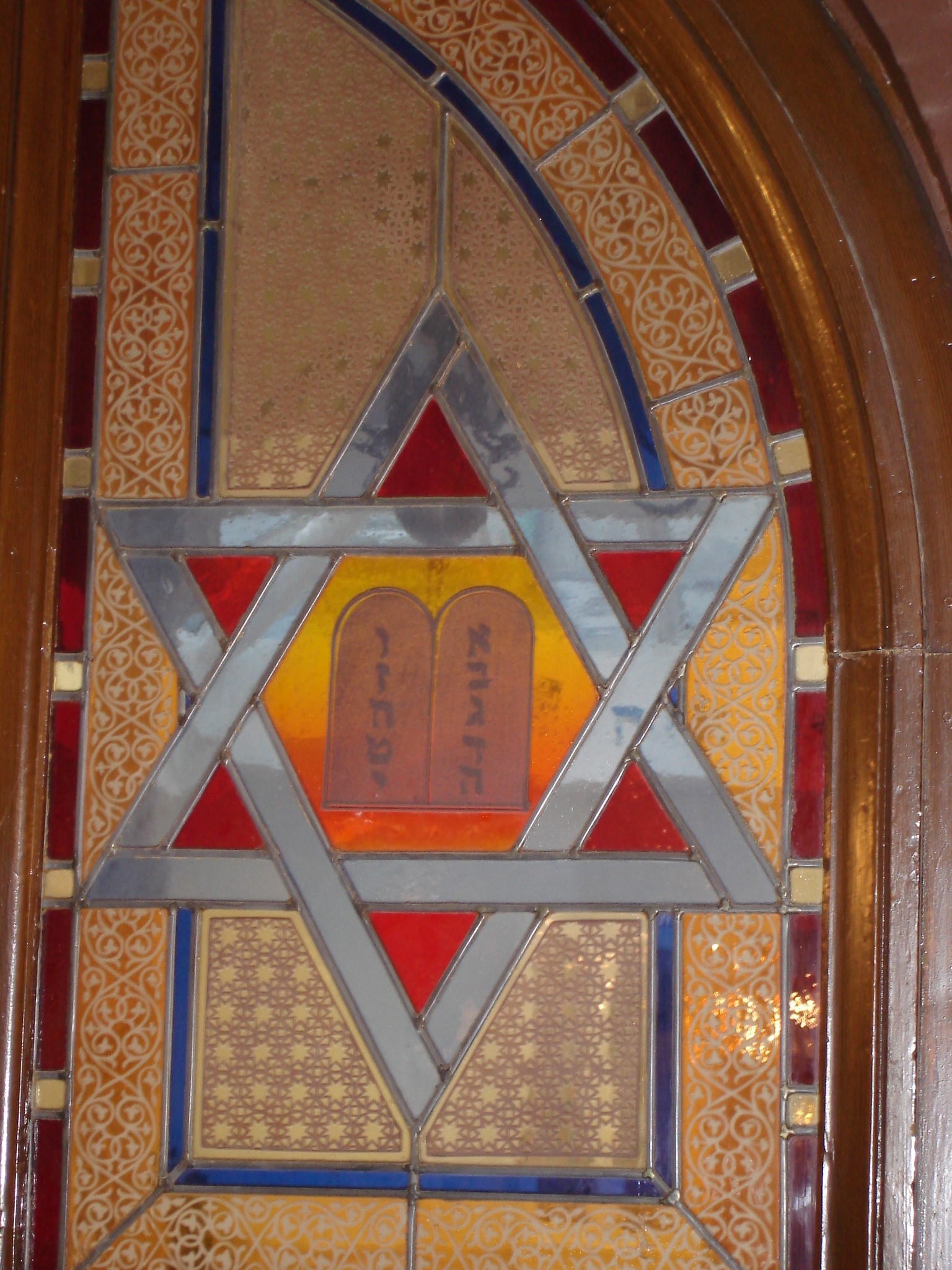
Étoile de David sur les portes internes de la synagogue.
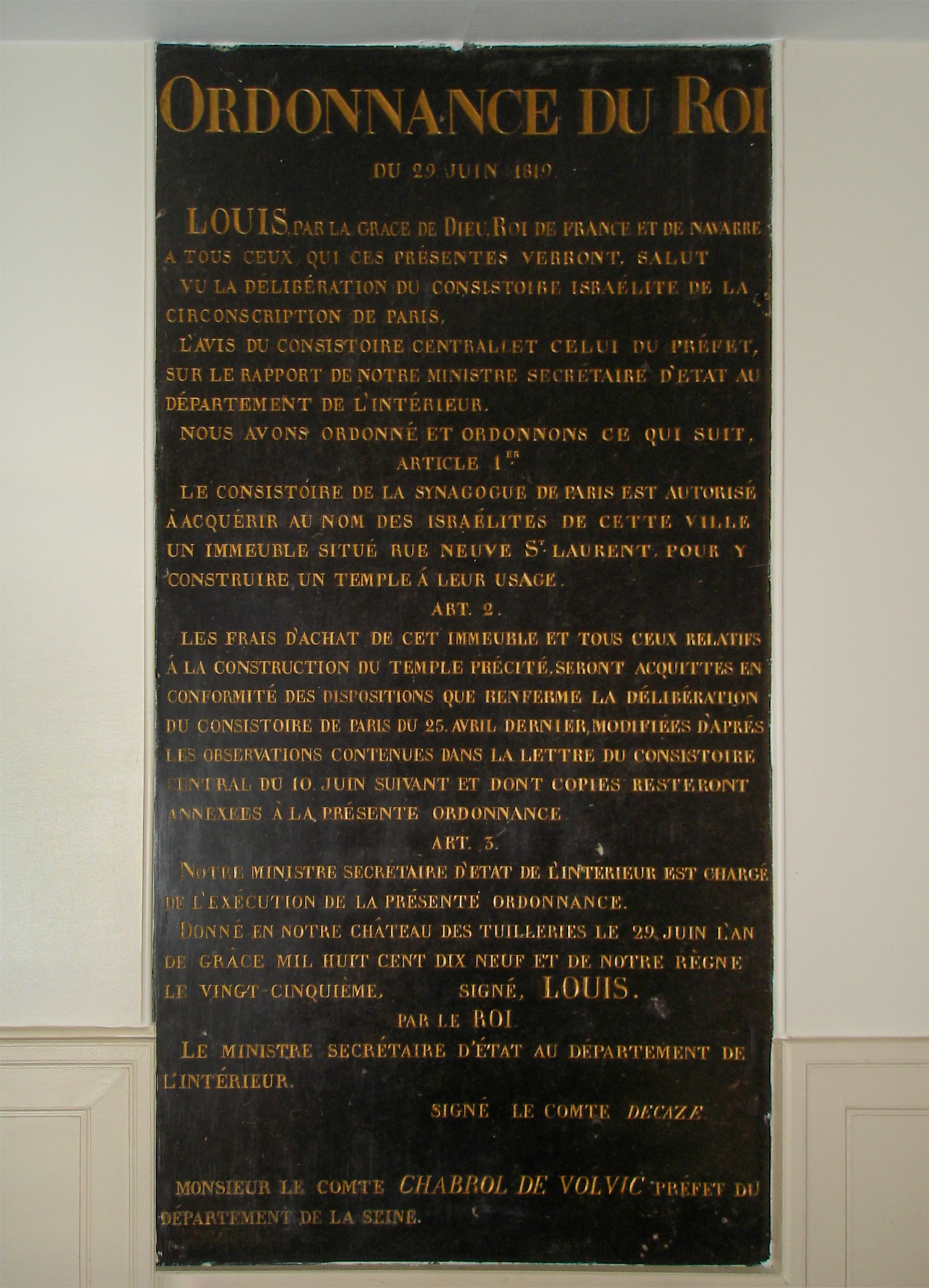
Plaque de remerciement pour le roi.
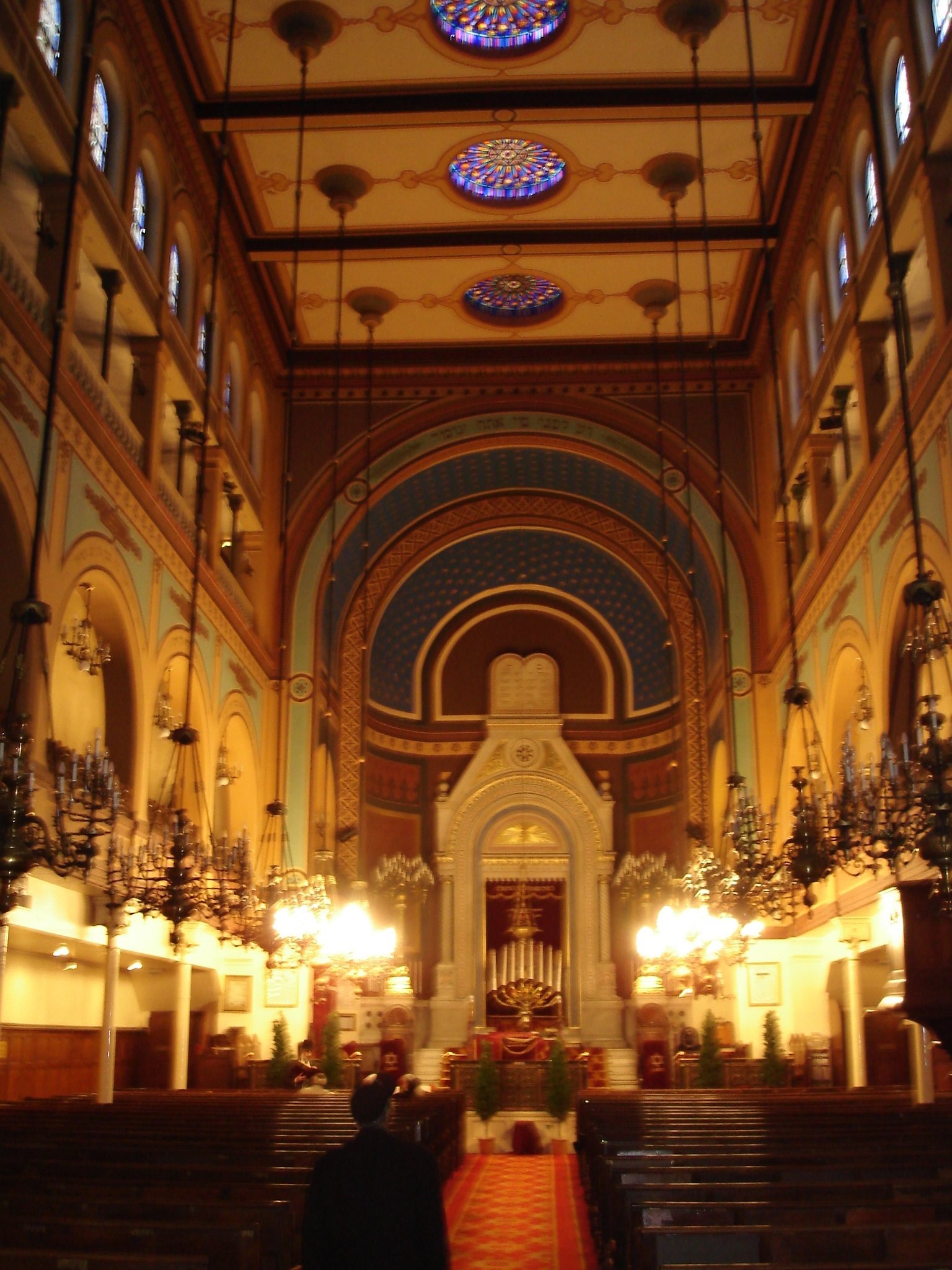
Vue de l'intérieur de la synagogue.